# Simpsonichthys reticulatus
Simpsonichthys reticulatus är en fiskart som beskrevs av Costa och Nielsen 2003. Simpsonichthys reticulatus ingår i släktet Simpsonichthys och familjen Rivulidae. Inga underarter finns listade i Catalogue of Life.